# Valse écossaise
La valse écossaise est une danse folk qui dérive des danses de salon. Elle a notamment été intégrée dans le répertoire breton.

## Description
Elle consiste pour le couple à :
- faire 3 pas vers la gauche du cavalier (la droite de la cavalière),
- marquer une pause à l'aide d'une surrection
- faire 2 pas dans l'autre sens
- faire 2 pas vers l'arrière du cavalier puis 2 dans l'autre sens
- faire tournoyer la cavalière sur elle-même (pastourelle)
- valser.

Une autre variante consiste à effectuer 4 pas vers la gauche du cavalier puis 2 vers sa droite.